# József Gaal

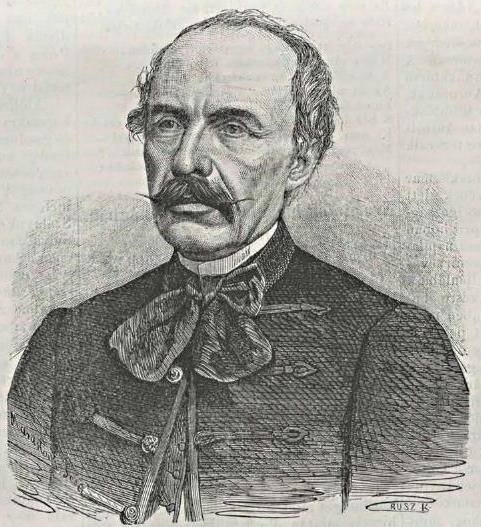
József Gaal

József Gaal, född 12 december 1811 i Nagykároly, död 26 februari 1866 i Pest, var en ungersk författare.
Gaals arbeten utmärker sig för frisk humor och trogen skildring av det ungerska folklivet. Mest bekanta är den historiska romanen Szirmay Ilona (1836), lustspelet Peleskei nótárius (1838), på sin tid den populäraste ungerska farsen, och sorgespelet Szvatopluk.